# Donja Dubica
Donja Dubica (en cyrillique : Доња Дубица) est un village de Bosnie-Herzégovine. Il est situé dans la municipalité d'Odžak, dans le canton de la Posavina et dans la fédération de Bosnie-et-Herzégovine. Selon les premiers résultats du recensement bosnien de 2013, il compte 1 561 habitants.

## Démographie

### Évolution historique de la population
| 1948 | 1953 | 1961  | 1971  | 1981  | 1991  | 2013  |
| ---- | ---- | ----- | ----- | ----- | ----- | ----- |
| -    | -    | 2 836 | 3 226 | 3 313 | 3 254 | 1 561 |

|  |